# Lars Andersson (arkeolog)
Lars Andersson, född 1961 i Stockholm, svensk arkeolog, från 1995 verksam vid Stockholms läns museum. Huvudinriktning Mälardalens samhälle under yngre järnålder-tidig medeltid.
Lars Andersson är känd genom identifieringen av en gravlagd kvinna på ett gravfält i Täby kommun norr om Stockholm. Kvinnan levde på 1000-talet och har hetat Estrid. Hon tillhörde en känd släkt som brukar kallas Jarlabankeätten. Fyndet har uppmärksammats av Dick Harrison och Kristina Svensson i boken Vikingaliv (2008) och Maja Hagerman i Tusenårsresan (1999).
Lars Andersson är redaktör för tidskriften Uppdrag Arkeologi som ges ut av Riksantikvarieämbetet, Stockholms stadsmuseum och Stockholms läns museum.